# Hekuran Isai
Hekuran Isai (nevének ejtése hɛkuɾan isaj; Peqin, 1933. május 7. – Tirana, 2008. március 26.) albán kommunista politikus. Az 1980-as években az állampárt legszűkebb vezetéséhez tartozott, 1982-től 1989-ig, majd 1990-től 1991-ig Albánia belügyminisztere volt.

## Életútja
1962-ben, amikor az albán nemzetgyűlés képviselője lett, szakmunkásként dolgozott a cërriki olajfinomítóban. 1967-ben elvégezte a tiranai V. I. Lenin Pártfőiskolát, majd három éven át, 1970-ig Elbasanban dolgozott párttitkárként. 1971-ben az Albán Munkapárt központi bizottságának teljes jogú tagja lett, és maradt 1991. június 12-éig. 1975-ben a Kínai–Albán Baráti Társaság delegációját vezette Kínába. 1975 júniusában a politikai bizottság teljes jogú tagja lett, a testületben 1986. november 8-áig a titkári feladatokat is ellátta.
A párthierarchiában a második helyet elfoglaló Mehmet Shehu miniszterelnök rejtélyes 1981-es halálát követően nyílt meg az út Isai előtt, hogy bekerüljön a párt legszűkebb vezetésébe. 1982. január 15-étől 1989. február 2-áig Adil Çarçani kormányának belügyminisztere, 1990. július 8-ától 1991. február 21-éig ismét belügyminisztere, illetve miniszterelnök-helyettese volt. 1990. december 8-án személyesen felügyelte és irányította a Tiranai Egyetem diáklázadásához kirendelt karhatalmi erőket. A diákvezetők későbbi visszaemlékezései szerint amikor a rendőrök a diákokra támadtak, Isai így biztatta embereit: „A szart is verjétek ki belőlük!”
A rendszerváltást követően, 1991. október 3-án hatalommal való visszaélés vádjával letartóztatták, az ellene lefolytatott per végeztével, 1994. július 2-án ötévi börtönbüntetésre ítélték. Büntetését nem kellett letöltenie, egy évvel később szabadon eresztették.